# Balthasar Rhaw
Balthasar Rhaw (ur. 1527 w Prudniku lub Nowogrodźcu, zm. 30 listopada 1601 w Greifswald) – niemiecki filolog, historyk i teolog ewangelicki.

## Życiorys
Rhaw urodził się w Prudniku lub Nowogrodźcu. Na swoim ślubie jako miejsce pochodzenia podał Nowogródek Pomorski (Neuenburg), natomiast Prudnik (Neustadt) pojawia się w kazaniu żałobnym jego wnuka. Był synem Jakoba Rhawa i jego żony Anny Prybe. Uczęszczał do szkoły w swoim rodzinnym mieście, a od 1538 roku do szkoły we Wrocławiu. Z powodu choroby wrócił na pół roku do domu i w 1542 przeniósł się do liceum w Goldbergu. Rozpoczął studia na Uniwersytecie w Wittenberdze, gdzie uzyskał maturę 11 sierpnia 1548. Tutaj również uczęszczał na wykłady Filipa Melanchtona. Pierwsze studia na wydziale filozoficznym ukończył zgodnie z ówczesnymi zwyczajami.
15 października 1549 uzyskał stopień naukowy magistra filozofii i po kilku sporach został przyjęty do Senatu Wydziału Filozoficznego 1 maja 1552, co zgodnie z dzisiejszym orzeczeniem oznacza habilitację. W tym samym roku Uniwersytet w Wittenberdze został spustoszony przez dżumę, a siedziba uniwersytetu została przeniesiona do Torgau. Jednak Rhaw przyjął nominację na Uniwersytet w Greifswaldzie na polecenie Melanchtona.
W 1556 został nauczycielem synów księcia pomorskiego Jana Fryderyka i Bogusława XIII. W 1564 Wrócił do Wittenbergi, gdzie w semestrze letnim 1564 Został wybrany dziekanem wydziału filozoficznego i za jego kadencji uhonorował 38 osób tytułem magistra filozofii. Po ślubie w Wittenberdze 5 lutego 1566 z córką Augustina Schurffa – Anną (1544–1622), wrócił do Greifswaldu, gdzie był profesorem greki, etyki i historii. Rhau, który w 1584 uzyskał również doktorat z teologii w Greifswaldzie i był tam również profesorem teologii, podjął zadania organizacyjne na Uniwersytecie Greifswaldzkim. Był m.in. rektorem Alma Mater w latach 1568/1569, 1585/1586 i 1593/1594. Został pochowany 4 grudnia 1601 roku w katedrze w Greifswaldzie.